# Hilariano (magistrado)
Hilariano (em latim: Hilarianus) foi um oficial romano do século IV, ativo durante o reinado dos imperadores Constante I (r. 337–350) e Constâncio II (r. 337–361). Foi citado na lei xii.i 32 do Código Teodosiano (17 de agosto de 341) que trata dos concílios municipais e os filhos de soldados.